# Monocentrus kenyensis
Monocentrus kenyensis är en insektsart som beskrevs av Capener 1972. Monocentrus kenyensis ingår i släktet Monocentrus och familjen hornstritar. Inga underarter finns listade i Catalogue of Life.